# Verisign
A Verisign egy a VeriSign Inc. által fenntartott szolgáltatás, ami biztonsági tanúsítványok kiadásával foglalkozik. A céget 1995-ben alapították, és jelenleg SSL tanúsítványokkal, PKI-val (Publikus Kulcs Infrastruktúra), identitásvédelemmel üzletel. Több mint 50 milliárd DNS-kérés érkezik be egy nap, és 1998-tól 100%-os elérhetőséggel működik.

Jelenleg a világ 100 legnagyobb bankjából 96-nak biztosítja a biztonságos (https) kapcsolatot a weboldalakhoz.

## Szolgáltatások
- SSL tanúsítványok
- Domain szolgáltatások (DNS)
- Biztonsági konzultációk
- Szöveges és üzenetküldő szolgáltatások
- Indentitásvédelmi rendszer
- Kód megerősítő tanúsítványok
- DDoS elleni (internetes védelemmel foglalkozó) szolgáltatások[m 1]